# Cantone di Pissos
Il Cantone di Pissos era una divisione amministrativa dell'arrondissement di Mont-de-Marsan.
È stato soppresso a seguito della riforma complessiva dei cantoni del 2014, che è entrata in vigore con le elezioni dipartimentali del 2015.
Comprendeva i comuni di:
- Belhade
- Liposthey
- Mano
- Moustey
- Pissos
- Saugnacq-et-Muret